# Verkiezingen in Frankrijk

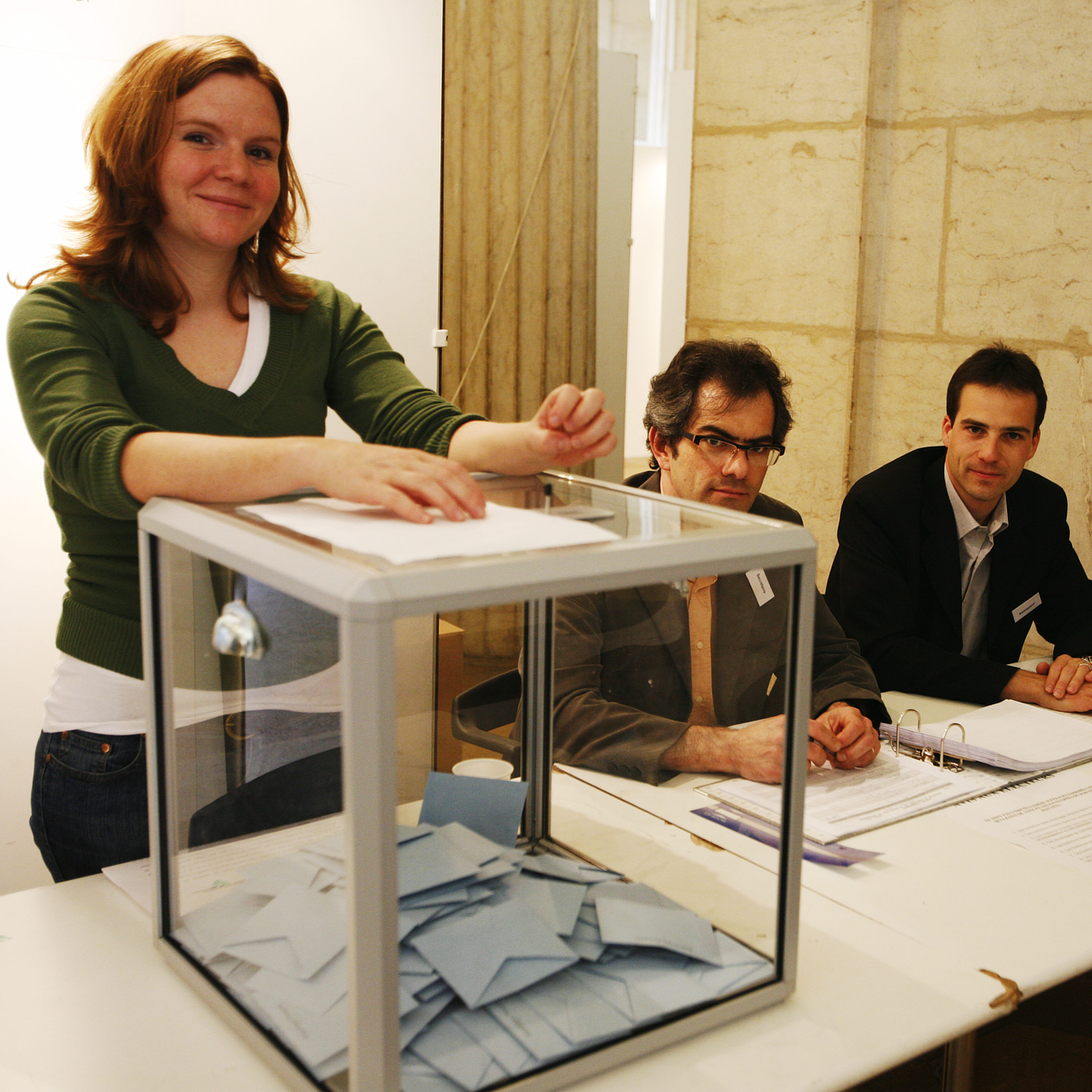
Stembureau tijdens de presidentsverkiezingen 2007

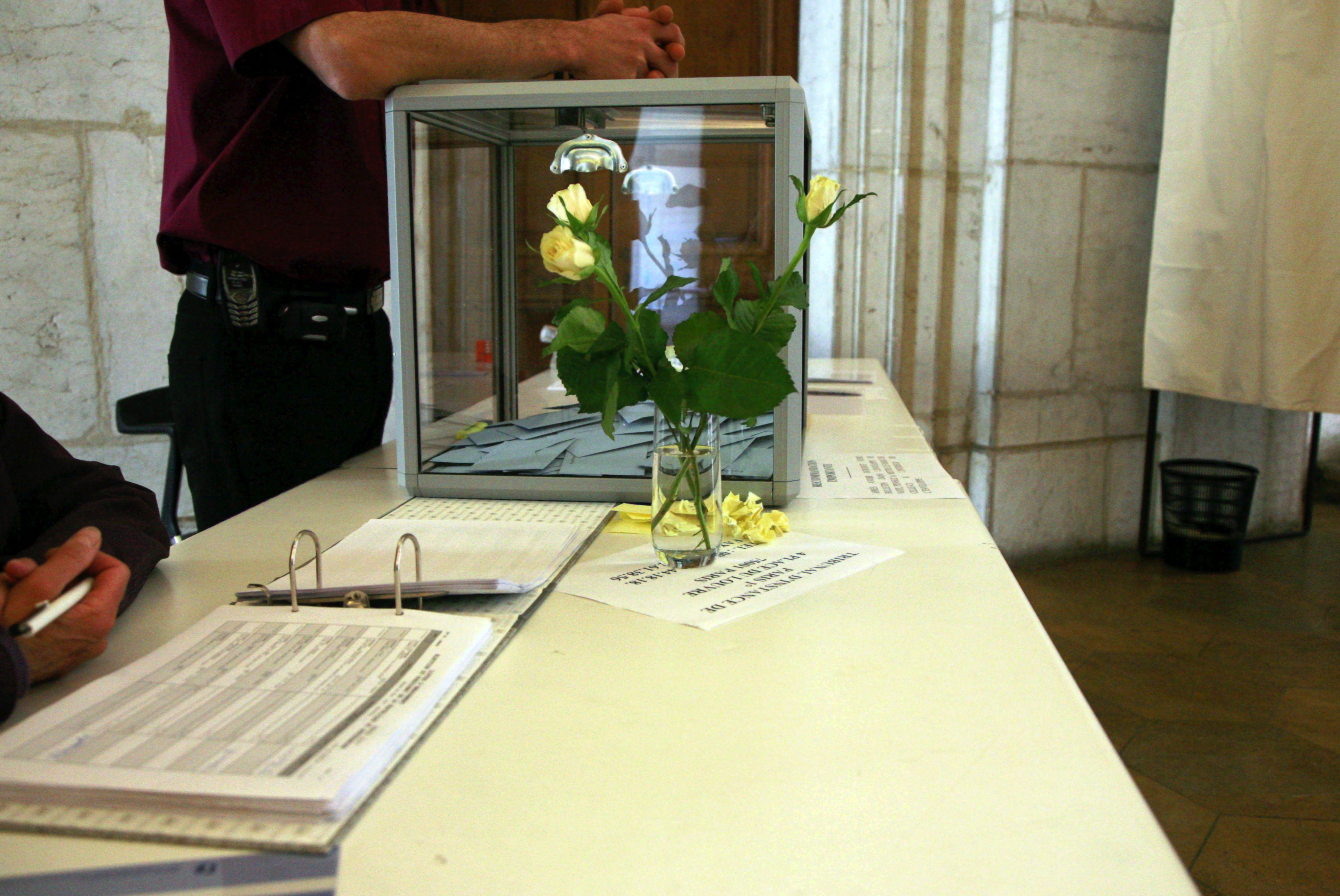
Doorzichtige stembus

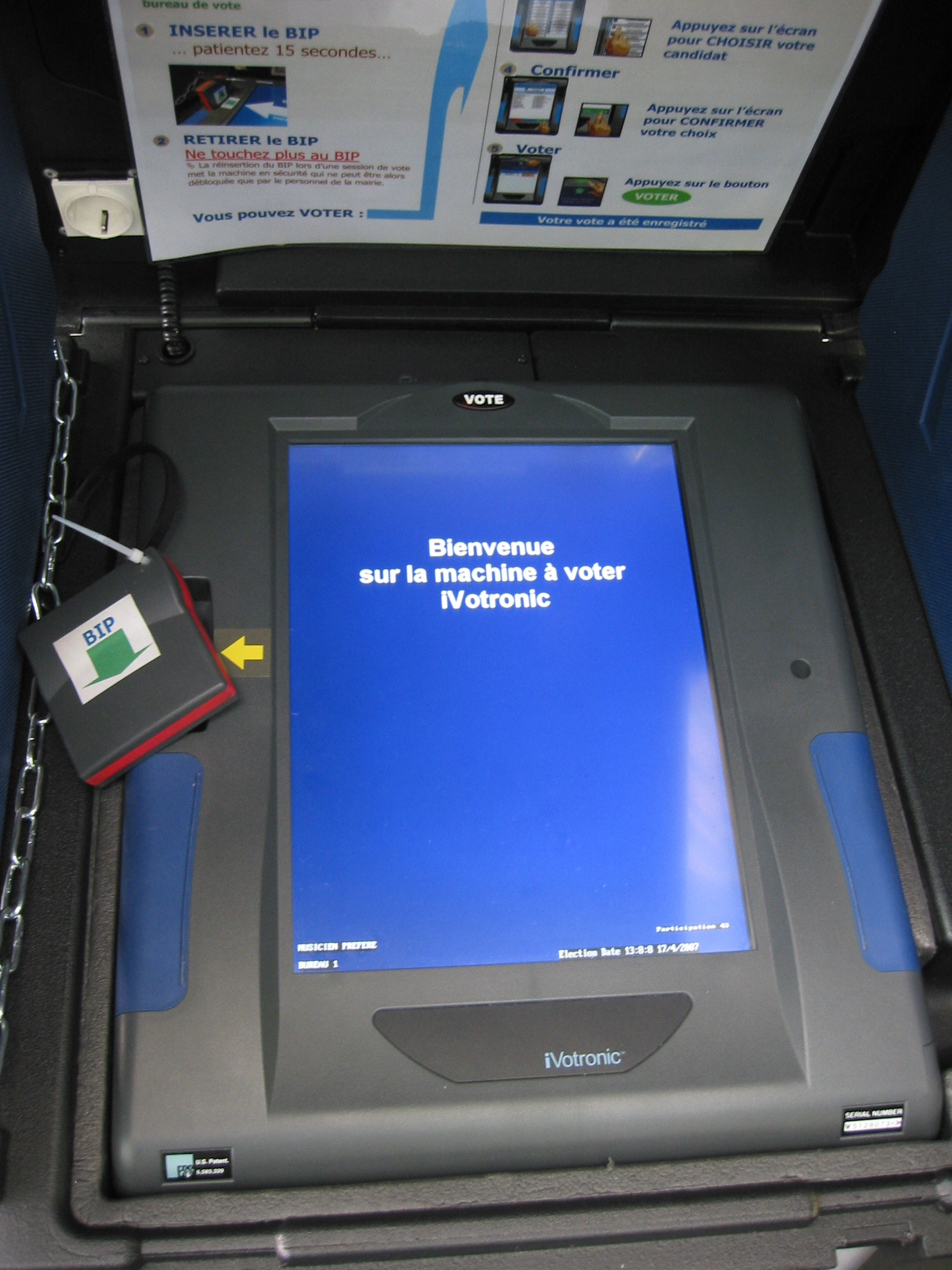
In sommige Franse steden wordt van stemmachines gebruikgemaakt.

Er worden op verschillende niveaus verkiezingen in Frankrijk georganiseerd. Frankrijk is een democratisch georganiseerde republiek. Er worden verschillende verkiezingen gehouden, daarvan wordt aan de presidentsverkiezingen de meeste aandacht besteed. De president stelt de regering samen. Bij de parlementsverkiezingen wordt de volksvertegenwoordiging gekozen. Op het vlak van de departementen en in de gemeenten zijn er ook verkiezingen.
In Frankrijk worden verkiezingen altijd op zondag gehouden. De laatste presidentsverkiezingen en parlementsverkiezingen, sinds 2002, volgden elkaar in het voorjaar kort op. Daardoor is sindsdien de belangrijkste politieke partij in de Assemblée Nationale ook de partij van de president.

## Stemrecht
Stemrecht bezitten alle voor de wet volwassen burgers. Algemeen kiesrecht bestond al sinds 1848, met dien verstande, dat alleen mannen mochten stemmen. Dat was tijdens de Tweede Franse Republiek. Het vrouwenkiesrecht werd in 1944 ingevoerd.

## Presidentsverkiezingen
In 1962 werd de Franse grondwet zodanig gewijzigd dat de president voortaan rechtstreeks zou worden gekozen. Wanneer bij de eerste ronde geen van de kandidaten de absolute meerderheid krijgt, volgt een tweede ronde waar de twee kandidaten die bij de eerste ronde de meeste stemmen hadden gekregen het tegen elkaar opnemen. Nog nooit heeft een kandidaat bij de eerste ronde een absolute meerderheid gekregen. Charles de Gaulle heeft als presidentskandidaat in 1965 het hoogste aantal stemmen behaald in de eerste ronde: 44,6%.
Aanvankelijk was de ambtsduur van de president zeven jaar, maar na een referendum in 2000 werd de ambtsduur bekort tot vijf jaar.

## Parlementsverkiezingen
Het parlement van Frankrijk bestaat uit twee kamers:
- De Assemblée Nationale. De Assemblée Nationale, de Nationale Vergadering, bestaat uit 577 leden die volgens het meerderheidsstelsel en per kiesdistrict voor vijf jaar worden gekozen. De Franse Nationale Vergadering bezit uitgebreide bevoegdheden. Het lagerhuis.
- De Senaat, le Sénat. De Senaat bestaat uit 321 leden. 304 Leden worden door een kiescollege gekozen, samengesteld uit de gekozen vertegenwoordigers van ieder kiesdistrict, vijf gekozenen van andere districten en 12 gekozenen van de Hoge Raad van Fransen, die in het Buitenland Wonen, le Conseil Supérieur des Français de l'Étranger. Die Raad bestaat uit 150 leden. Het hogerhuis.

## Lokale verkiezingen
Frankrijk is in 100 departementen onderverdeeld. De departementen worden door een Conseil général bestuurd. Deze worden rechtstreeks door de inwoners van de departementen gekozen voor de duur van zes jaar. In 2015 veranderde de naam van deze verkiezingen van élections cantonales in élections départementales.
De Prefect zit de rechtstreeks gekozen Conseil Général voor. Uit het midden van een Conseil Général wordt een vier tot zeven leden tellende commissie, la Commission départementale, gekozen die de prefect en diens plaatsvervanger, de onderprefect bijstaat.
De gemeenteraad is in Frankrijk de laagste bestuurlijke eenheid. De gemeenteraad wordt rechtstreeks door de bevolking gekozen. De burgemeester zit de gemeenteraad voor.
Parijs, Marseille en Lyon worden bestuurd door arrondissements raden en arrondissements-burgemeesters.

## Verkiezingen in de Overzeese gebiedsdelen
In de Franse overzeese gebiedsdelen: de overzeese prefecturen en arrondissementen, worden ook verkiezingen gehouden voor zowel de lokale besturen als voor presidentsverkiezingen en de verkiezingen van het parlement in het moederland. Verkiezingen worden in de overzeese gebieden op zaterdag gehouden om te voorkomen dat de uitslagen worden gepubliceerd voordat alle stemmen zijn geteld.